# Thanatus ketani
Thanatus ketani is een spinnensoort in de taxonomische indeling van de renspinnen (Philodromidae).
Het dier behoort tot het geslacht Thanatus. De wetenschappelijke naam van de soort werd voor het eerst geldig gepubliceerd in 2001 door Bhandari & Pawan U. Gajbe.